# Martyl Langsdorf
Martyl Suzanne Schweig Langsdorf (16 de marzo de 1917 - 26 de marzo de 2013) fue una pintora estadounidense que creó la imagen del Reloj del Apocalipsis para la portada de junio de 1947 del Boletín de los Científicos Atómicos (Bulletin of the Atomic Scientists).

## Biografía y trayectoria artística

Cyrus Tiffany en la batalla del lago Erie, 13 de septiembre de 1813 es un mural de Martyl Langsdorf que se encuentra en el edificio Record of Deeds en Washington, D. C.

Martyl Schweig Langsdorf nació en San Luis, Misuri. Su madre era la pintora Aimee Gladstone Schweig y su padre el fotógrafo Martin Schweig, Sr. Asistió a clases de pintura en el City Art Museum y posteriormente con su madre en la Provincetown Art Association y más tarde en la Ste. Genevieve Art Colony.Se graduó en la Universidad de Washington de San Luis. En 1942 se casó con el físico nuclear Alexander Langsdorf, Jr., que trabajó en el Proyecto Manhattan. Tuvieron dos hijas, Alexandra y Suzanne.
Alexander Langsdorf participó en la fundación, en 1945, del Boletín de los Científicos Atómicos, y en 1947 solicitaron a Martyl la creación de la imagen del Reloj del Apocalipsis para ilustrar la portada del mes de junio. Martyl pensó que un reloj, puesto a siete minutos antes de la medianoche, transmitiría "una sensación de urgencia": la medianoche como imagen de un final apocalíptico y el reloj como símbolo de una cuenta atrás hacia un ataque nuclear.
De su larga trayectoria artística destacan sus paisajes y sus grandes  murales. Además cuenta con más de treinta exposiciones.Su obra puede contemplarse en las colecciones del Instituto de Arte de Chicago, la Academia de Bellas Artes de Pensilvania, el Museo de Arte de San Luis, el Museo Smithsoniano de Arte Americano y el Museo Whitney de Arte Estadounidense. Su archivo documental se conserva en los Archivos de arte estadounidense, centro asociado al Instituto Smithsoniano.
En 1956, Martyl y Alexander Langsdorf compraron la casa-estudio denominada The Schweikher House, diseñada por el arquitecto Paul Schweikher en Schaumburg, Illinois.Ahí fue donde la artista vivió y trabajó hasta su muerte. La casa y el estudio están incluidos en el Registro Nacional de Lugares Históricos de los Estados Unidos.